# Nanduer
Nanduer (latin: Rheidae) er en familie af fugle med kun en enkelt slægt og to arter. Nanduerne regnes enten for at tilhøre strudsefuglene eller deres egen orden Rheiformes.
Nanduen lever på pampassen i det østlige Sydamerika. Den minder meget om den afrikanske struds og den australske emu. Nanduen har grå fjerdragt, den vejer omkring 20–25 kg og bliver 1,20–1,40 meter høj. En nandu kan blive 20–25 år gammel og er kønsmoden omkring sit tredje leveår. Hannen står for yngelplejen indtil kyllingerne kan klare sig selv efter 6 måneder.

## Klassifikation
- Familie: Nanduer (Rheidae)
  - Art: Nandu (Rhea americana)
    - Underart: Rhea americana albescens
    - Underart: Rhea americana americana
    - Underart: Rhea americana araneipes
    - Underart: Rhea americana intermedia
    - Underart: Rhea americana nobilis

  - Art: Lille nandu eller langnæbbet nandu (Rhea pennata)
    - Underart: Rhea pennata garleppi
    - Underart: Rhea pennata tarapacensis (Punanandu)
    - Underart: Rhea pennata pennata (Lille nandu, Darwins nandu)